# 종 불쾌
종 불쾌는 자신의 몸이 잘못된 종이라고 느끼는 것과 관련된. 때로는 신체이형장애 (자신의 신체 이미지를 통해 과도하게 우려하는 것)를 포함한, 불쾌의 경험이다. Earls and Lalumière (2005년)에 따르면 "잘못된 몸 (종)에 있다는 감각... 동물이 되고 싶다는 욕망"이다. 심리적 문학 외에서, 이 용어는 오서킨과 테리안 지역 사회 내에서 일반적이다. 이 현상은 때때로 동물로서의 자기 자신의 이미지에 성적 흥분하는 맥락으로 경험된다.

## 같이 보기
- 동물 분연
- 신체이형장애
- 변랑 망상증
- 불쾌
- 수인 팬덤
- 오서킨
- 형태학 자유
- 여분 헛팔다리
- 수인 (문화)